# Diascordium
Diascordium, o diascord (del latín diascordium, por diascordiōn, y del griego διὰ σκορδίων, "una preparación de scordium", σκόρδιον, "una planta de olor fuerte mencionada por Dioscórides", posiblemente la  germandrina acuática), es una especie de electuario opiáceo de la medicina premoderna, descrito por primera vez por Girolamo Fracastoro; y su nombre proviene de su ingrediente principal, las hojas secas de scordium (escordio). Los demás componentes son rosas rojas, bol arménico, estoraque, canela, casia lignea (corteza gruesa de canela de la China), díctamo, raíces de tormentila (sietenrama), bistorta, genciana, gálbano, ámbar, terra sigillata, opio, pimienta larga, jengibre, mel rosatum (miel rosada medicinal) y malvasía. Fue utilizado contra las fiebres malignas, la peste, los gusanos, los cólicos, para promover el sueño y para resistir la putrefacción. En 1746 el diascordium era ofrecido en dos formas: con o sin opio.
En 1654 Nicholas Culpeper escribió en su London Dispensatorie acerca de la mezcla: "Es un electuario bien compuesto, algo apropiado para la naturaleza de la mujer ya que acelera su trabajo y ayuda con su enfermedad habitual en el momento de una recaída, no conozco nada mejor ".
Con los años la composición de diascordium fue modificada, hasta que poco a poco se transformó en lo que se conoció como pulvis catechu compositus ("polvo compuesto de catechu ").